# Ralph Bellamy
Ralph Rexford Bellamy (17. června 1904 Chicago, Illinois – 29. listopadu 1991 Santa Monica, Kalifornie) byl americký filmový a televizní herec, jehož filmová kariéra trvala přes 60 let – od roku 1931 až do roku 1990.
Během své kariéry vystupoval ve více než stovce audiovizuálních děl. V převážné míře se jednalo o vedlejší nebo epizodní role, které ale bývaly velmi výrazné. Kromě filmu se velmi dobře uplatnil zejména v amerických televizních seriálech a televizních filmech.
Jeho poslední filmovou rolí byl stařičký podnikatel James Morse ve filmu Pretty Woman z roku 1990.
V roce 1987 obdržel Oscara za celoživotní dílo. Má svoji hvězdu na holywoodském chodníku slávy.